# Pharaphodius perfidus
Pharaphodius perfidus är en skalbaggsart som beskrevs av Schmidt 1908. Pharaphodius perfidus ingår i släktet Pharaphodius och familjen Aphodiidae. Inga underarter finns listade i Catalogue of Life.